# Престон, Дженико, 7-й виконт Горманстон
Дженико Престон, 7-й виконт Горманстон (англ. Jenico Preston, 7th Viscount Gormanston; 1631 — 17 марта 1691) — ирландский пэр, якобитский военный и землевладелец.

## Биография
Родился в Горманстоне в графстве Мит. Старший сын Николаса Престона, 6-го виконта Горманстона (1608—1643), и Мэри Барнуолл (? — 1642), старшей дочери Николаса, 1-го виконта Барнуолла, от его жены Бриджит, вдовствующей графини Тирона, старшей дочери Генри Фицджеральда, 12-го графа Килдэра.
В июле 1643 года после смерти своего отца Дженико Престон унаследовал титулы 7-го виконта Горманстона (Пэрство Ирландии) и 10-го барона Горманстона (Пэрство Ирландии).
В июле 1647 года лорд Горманстон записан как посещавший иезуитскую школу в Килкенни и отправившийся в изгнание с королем Карлом II в 1651 году, когда его земли были конфискованы после того, как войска роялистов и конфедератов были разбиты войсками Кромвеля. Поместья Горманстона, принадлежавшие его отцу до Ирландского восстания 1641 года, были возвращены ему в 1660 году после Реставрации Стюартов.
В сентябре 1685 года он был призван в ирландскую армию в качестве лейтенанта в полк полковника Ричарда Тальбота, герцога Тирконнелла, он был повышен до капитана в марте 1686 года. Затем он успешно подал прошение королю Якову II об отмене объявления его отца вне закона, а также в 1686 году он стал членом Тайного совета Ирландии. Назначенный олдерменом Дроэды в 1687 году и бургомистром Атбоя в 1689 году Королевской хартией, виконт Горманстон служил лордом-лейтенантом Мита (1689—1691).
Будучи членом Ирландской палаты лордов, он заседал в недолговечном Патриотическом парламенте, созванном Яковом II в 1689 году. Лорд Горманстон был назначен комиссаром казначейства в 1690 году .
Получив звание подполковника в ирландской армии, лорд Горманстон участвовал в сражениях при Каване и Бойне в 1690 году. 17 марта 1691 года во время осады Лимерика 7-й виконт умер, не оставив наследника мужского пола, поэтому семейный титул унаследовал его племянник Дженико Престон (1640—1700) как де-юре 8-й виконт Горманстон.

## Личная жизнь
Виконт Горманстон был дважды женат. Его первой женой стала леди Фрэнсис Лек (? — 29 июля 1682), дочь Фрэнсиса Лека, 1-го графа Скарсдейла, и Энн Кери. Первый брак был бездетным.
В ноябре 1683 года он женился вторым браком на Маргарте Молинье (? — 2 сентября 1711), дочери Кэрилла, 3-го виконта Молинье, и Мэри Барлоу. Дети от второго брака:
- Достопочтенная Мэри Престон (? — 27 декабря 1750), в 1700 году она вышла замуж за своего кузена Энтони Престона, де-юре 9-го виконта Горманстона (? — 1716)[5].